# Pyrgos
Pyrgos (řecky: Πύργος, "věž") je hlavní město řecké regionální jednotky Élida v kraji Západní Řecko. Leží na západě Peloponéského poloostrova, 4 km od Jónského moře, 19 km od starověké Olympie a 315 km od Athén. K roku 2011 žilo v obci Pyrgos 47 995 obyvatel, což je necelá jedna třetina z regionální jednotky Élida.

## Členění obce a obecních jednotek
Obec Pyrgos od roku 2011 zahrnuje 4 obecní jednotky. Téměř tři čtvrtiny obyvatel žijou v obecní jednotce Pyrgos. V závorkách je uveden počet obyvatel obecních jednotek a komunit.
- Obecní jednotka Iardanos (3673) - komunity: Agioi Apostoloi (95), Alpochori (720), Fonaitika (128), Katsaros (310), Koryfi (246), Prasino (718), Vounargo (778), Vrochitsa (359), Xylokera (319).
- Obecní jednotka Óleni (5815) - komunity: Agia Anna (168), Arvaniti (208), Charia (182), Cheimadio (480), Goumero (642), Karatoula (699), Karya (175), Klindia (304), Koutsochera (382), Lanthi (428), Latzoi (512), Magoula (390), Mouzaki (449), Óleni (509), Pefki (126), Sopi (161).
- Obecní jednotka Pyrgos (35572) - komunity: Agios Georgios (707), Agios Ilias (365), Agios Ioannis (684), Ampelonas (629), Elaionas (436), Granitsaiika (376), Katakolo (513), Koliri (979), Korakochori (281), Lasteika (815), Leventochori (204), Myrtia (898), Palaiovarvasaina (327), Pyrgos (25180), Salmoni (643), Skafidia (211), Skourochori (782), Varvasaina (1202), Vytinaiika (340).
- Obecní jednotka Volakas (2935) - komunity: Agridi (53), Alfeiousa (1037), Anemochori (350), Epitalio (1495).

### Členění komunity
- Komunita Pyrgos se skládá z vlastního města Pyrgos (24359) a vesnic Anthopyrgos (260), Kavasilakia (111), Syntriada (209) a Tragano (241).

## Historie
Na místě dnešního Pyrgu archeologické vykopávky dokázaly existenci starověkého osídlení (sídlo Dispontion, na předměstí sídlo Letrina). Jméno městu dala věž, která zde byla vybudovaná v roce 1518. První historická zmínka o Pyrgu pochází ze 17. století a to v souvislosti s jeho zakladatelem Georgosem Tsernotasem. Během revoluce v roce 1821 sehrál Pyrgos důležitou roli a to díky zapojení jeho obyvatel do národního odboje. Stal se však také prvním městem zničeným Turky.

## Památky
- Latsion - radnice, která se nachází na náměstí Pyrgu. Donátorem její stavby je Yiannis Latsis. Sídlí zde městská správa, ale také místní lidové sdružení.
- Obecní trh - původní trh byl dřevěný, na jeho místě se v roce 1890 začal stavět nový městský trh. Na stavbu darovalo město 200 tisíc drachem. V současnosti budova, která prošla rekonstrukcí, slouží jako archeologické muzeum.
- Apollon - divadlo, které je úzce spjato s historií Pyrgu. Donátorem jeho stavby byl Syllaidopoulos Socrates, který také daroval pozemek pro jeho stavbu. V poslední době bylo opraveno nákladem Jannise Latsise. Divadlo slouží jak k divadelním představením, tak k filmovým projekcím. Každoročně se v něm také odehrává Olympijský filmový festival pro děti a mládež.
- Kostel svatého Charalamba - kostel byl postavený během turecké okupace. Svatý Charalambos je patronem Pyrgu, který podle tradice zachránil před morovou epidemií.
- Kostel svatého Athanasia svatého Atanáše Alexandrijského - kostel, ve kterém se nachází zázračný obraz Panny Marie. K tomuto obrazu se váže legenda, že mniši z hory Athos nejprve obraz místnímu faráři prodat nechtěli, protože byli přesvědčeni, že na ostrově Zakynthos ho prodají za lepší cenu. Cestu na ostrov jim však překazila bouřka a tak obraz přece jen prodali faráři kostela svatého Atanáše v Pyrgu.
- Kostel svatého Nikolaa svatého Mikuláše) - kostel se nachází na náměstí. V roce 1885 byl zničen zemětřesením, plány na jeho obnovu přišli v roce 1889. V roce 1904 přispělo město Pyrgos na jeho opravu 4000 drachmami. Slavnostně vysvěcen byl v roce 1906.
- Kostel svaté neděle - kostel je nejstarší v Pyrgu. Je postaven v gotickém slohu.

## Doprava
Město leží na 2 železničních tratích - z Korintu do Kalamaty, z Katakola do Olympie. Vlaky však jezdí jen několikrát denně (př. do Kalamaty jedou přibližně dva vlaky denně). Železnice je tak, jak na celém Peloponéském poloostrově, úzkorozchodná (rozchod 1 000 mm). Železnice z Pyrgu do Katakola je druhou vybudovanou železnicí v Řecku a první mimo Athény. Ve městě se také nachází velké autobusové nádraží.

## Olympijský filmový festival pro děti a mládež
Olympijský filmový festival pro děti a mládež (Olympia Film Festival for Children and Young People) je mezinárodní festival filmů pro děti a mládež. Koná se v Pyrgu začátkem prosince od roku 1998 a od roku 2000 je spojen se soutěží mladých tvůrců Camera Zizanio.

## Sport

### Fotbal
Ve městě působí fotbalový klub Paniliakos. Klub vznikl v roce 1958 sloučením čtyř původních klubů, které ve městě působily (Ethnikos, Iraklis, A.E.K., Apollon). Svých největších úspěchů klub dosáhl v 90. letech dvacátého století, kdy hrál dokonce národní ligu. V současnosti tým soutěží ve čtvrté řecké divizi (Delta Ethniki). V týmu hrál v letech 1993 - 1996 Predrag Đorđević z Černé Hory, který se proslavil především jako hráč FC Olympiakos.

### Basketbal
Ve městě se nachází moderní vnitřní basketbalová hala. Byla postavená v roce 1995. O tři roky později se zde konalo finále Řeckého volejbalového poháru. Kromě toho zde sehrál několik zápasů také národní basketbalový tým. V roce 2003 se zde konala základní skupina Mistrovství Evropy v basketbalu žen za účasti týmu České republiky. (1. místo ve skupině: 5 vítězství - 0 porážek).